# Акридоідеї
Акридоідеї (Acridoidea) — надродина прямокрилих комах підряду коротковусі прямокрилі (Caelifera).

## Опис
У акридоїдей вусики відносно короткі — не більше половини довжини тіла, кількість їх члеників доходить до 28. У самиць наявний короткий яйцеклад, який, на відміну від деяких[яких?] інших груп комах, завжди присутній. Задні лапки тричленикові. Крім цього у них специфічно влаштовані органи генерації звуків і слуху.

## Класифікація[1]
- Acrididae MacLeay, 1821
- Catantopidae
- Charilaidae Dirsh, 1953
- Dericorythidae Jacobson & Bianchi, 1902–1905
- Lathiceridae Dirsh, 1954
- Lentulidae Dirsh, 1956
- Lithidiidae Dirsh, 1961
- Ommexechidae Bolívar, 1884
- Pamphagidae Burmeister, 1840
- Pyrgacrididae Kevan, 1974
- Romaleidae Brunner von Wattenwyl, 1893
- Tristiridae Rehn, 1906